# Maxime Charles

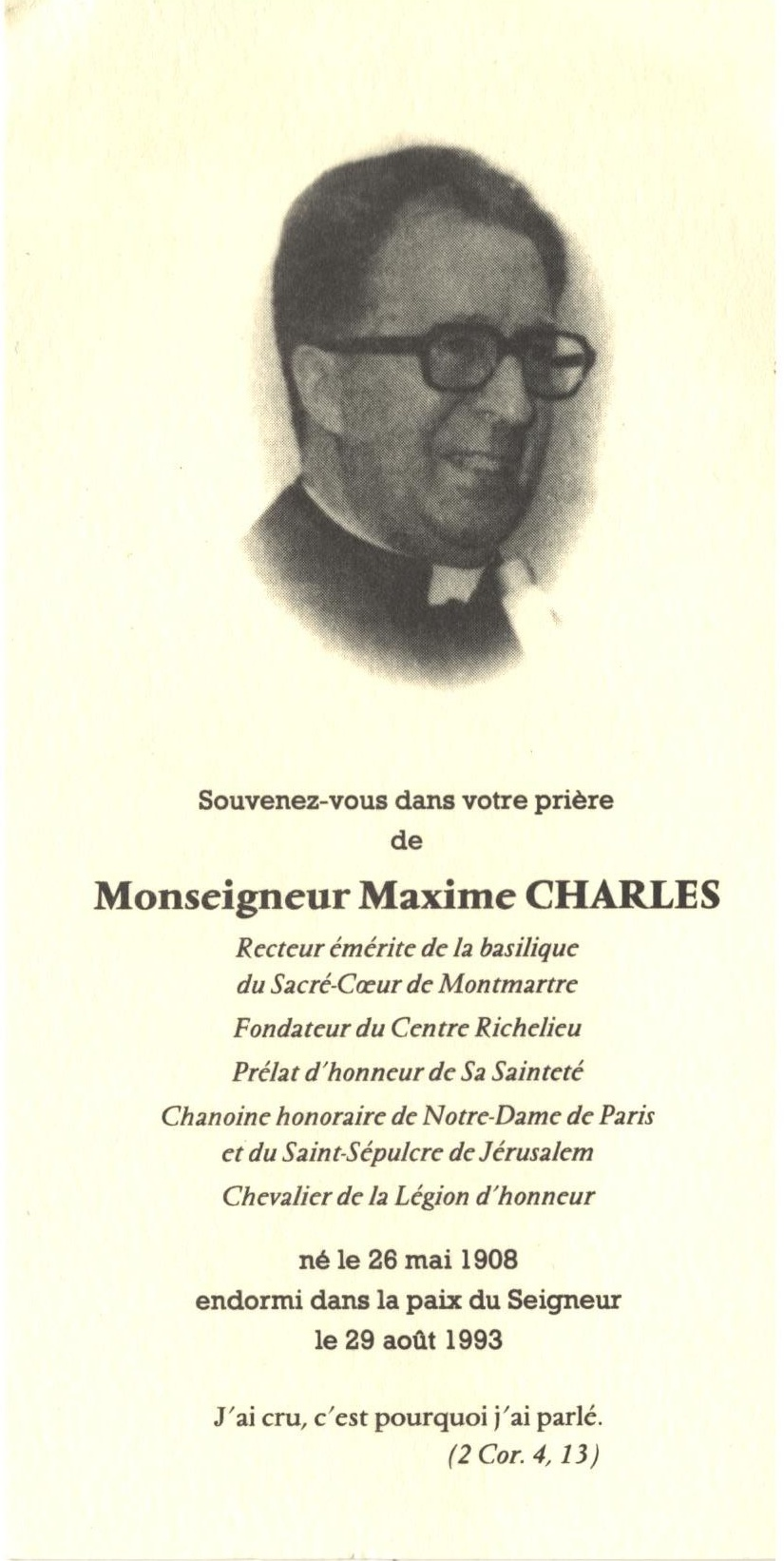

Maxime Charles (né à Ribérac (Dordogne) le 26 mai 1908, mort à Saint-Raphaël (Var) le 29 août 1993), est un ecclésiastique français du XXe siècle. Il était prêtre du diocèse de Paris et prélat de Sa Sainteté. Il est le fondateur du centre Richelieu, et fut recteur de la basilique de Montmartre pendant trente ans.

## Biographie
Fait prisonnier au début de la guerre mais libéré, il est d'abord aumônier attaché aux Chantiers de jeunesse, mouvement dont il se détournera en 1943.
Aumônier de la Sorbonne de 1944 à 1959, il fonde le Centre Richelieu qui marqua des générations d'étudiants à l'époque, et la revue Résurrection en 1956. Il est nommé recteur de la basilique de Montmartre en 1959 dont il fait un centre de réflexion et d'évangélisation , pendant une trentaine d'années jusqu'à son départ à la retraite. C'est là qu'il accueillit le pape Jean-Paul II lors de sa première visite pastorale en France en 1980.
Il joua un rôle déterminant dans le renouveau pastoral qui précéda le concile Vatican II, notamment par son rôle précurseur de l'apostolat des laïcs, en s'appuyant sur les étudiants militants pour faire du Centre Richelieu un foyer de réflexion théologique et liturgique, qui s'imposa à l'époque comme l'unique alternative à l'organisation marxiste des syndicats étudiants pour les étudiants parisiens. Les divergences apparurent rapidement entre la JEC et le Centre Richelieu, Charles estimant dès 1948 que « la JEC prend trop de risques avec les communistes ». Il s'opposa en cela au cardinal Feltin qui prenait la défense de la JEC ; celui-ci obtint son départ et le nomma à Montmartre.
Après son départ pour le rectorat de la basilique de Montmartre, en 1959, Charles est remplacé au Centre Richelieu par l'abbé Jean-Marie Lustiger.
Charles était selon le cardinal Daniélou « l'homme d'action le plus théologien et le théologien le plus homme d'action », capable aussi bien de mobiliser plus de dix mille étudiants de la Sorbonne pour le pèlerinage de Chartres que de puiser dans la Bible et les Pères de l'Église pour renouveler l'adoration eucharistique. D'autre part, il s'appuyait sur une liturgie et une théologie classiques à l'opposé des thèses progressistes de l'époque. Son enseignement a marqué plusieurs générations de catholiques de Paris et de la région parisienne et au-delà.
Il repose dans la crypte de la Basilique de Montmartre devant le maître-autel.

## Ouvrages
- Mgr Maxime Charles, textes choisis, éd. Résurrection 1993
- Guide de l'adoration eucharistique, préface de Mgr Patrick Chauvet,   (ISBN 2-868-39805-7), éd. François-Xavier de Guibert, 2002
- Sais-tu quelle est notre foi ? Sous la direction de Michel Emmanuel, Préface du Cardinal Philippe Barbarin,  (ISBN 2845738501), éd. Parole et Silence, 2010
- Prier la semaine Sainte avec Maxime Charles. Transcription de ses interventions en 1975 à Montmartre,   (ISBN 9781073502707), éd. Amazon, 2019